# Aron Kristjánsson

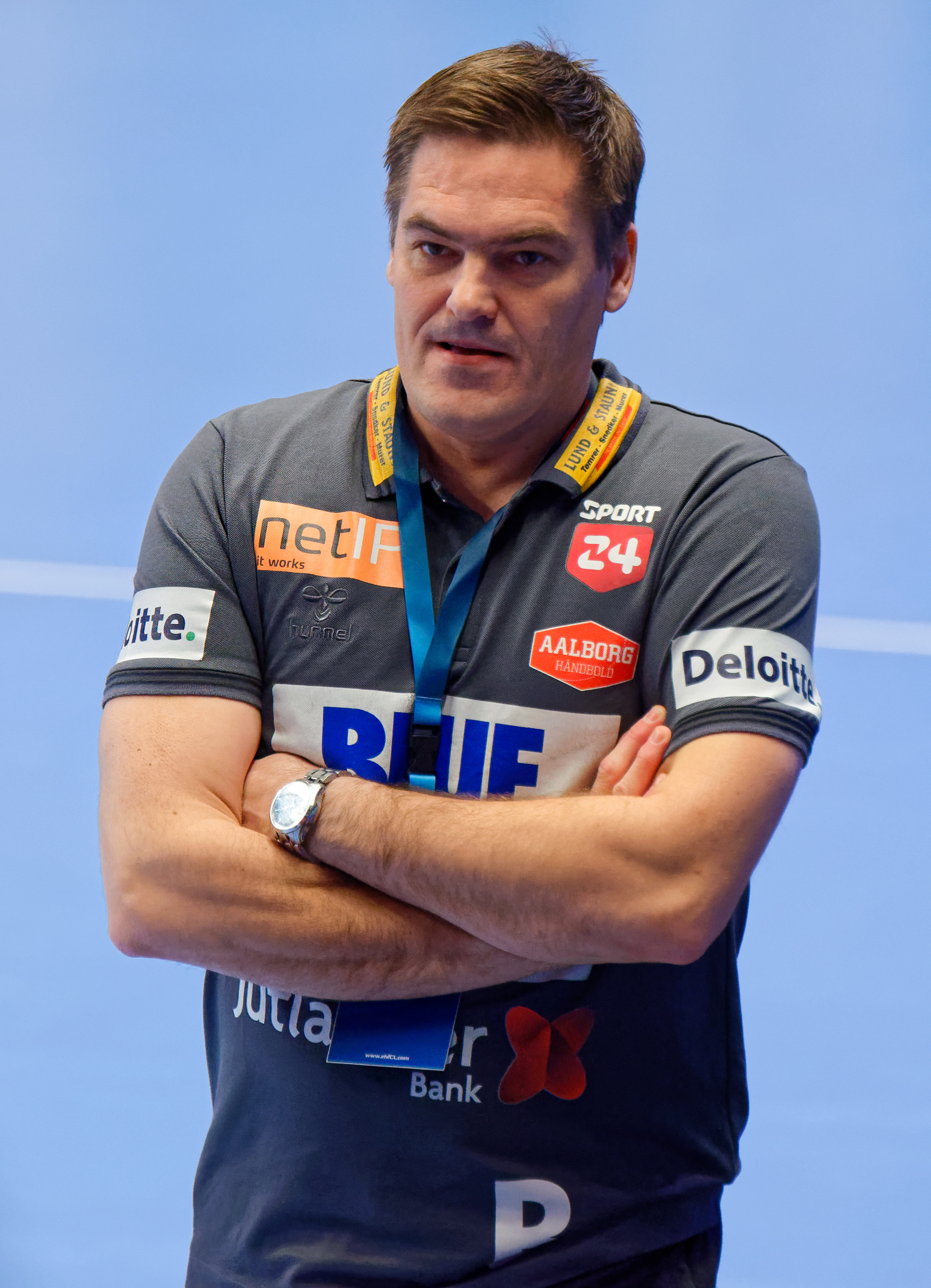
Aron Kristjánsson (2017)

Aron Kristjánsson (* 14. Juli 1972) ist ein isländischer Handballtrainer und ein ehemaliger Handballspieler.

## Spielerkarriere
Aron Kristjánsson lief für den isländischen Verein Haukar Hafnarfjörður sowie zwischen 1998 und 2001 für den dänischen Erstligisten Skjern Håndbold auf. Mit Skjern Håndbold gewann der Isländer 1999 als Spieler die dänische Meisterschaft. 2003 unterschrieb er einen Vertrag beim dänischen Verein Team Tvis Holstebro.
Aron Kristjánsson bestritt 85 Länderspiele für die isländische Nationalmannschaft, in denen er 128 Treffer erzielte. Er nahm an der EM 2002 und der WM 2003 teil.

## Trainerkarriere
Aron Kristjánsson war ab dem Sommer 2004 lediglich als Co-Trainer von Skjern Håndbold vorgesehen, jedoch übernahm er letztendlich das Traineramt der Mannschaft. Nach der Saison 2006/07 verließ er Skjern und schloss sich Haukar Hafnarfjörður an. Unter seiner Leitung gewann Haukar drei Meisterschaften in Serie. Von Juni 2010 bis Februar 2011 trainierte er den deutschen Bundesligisten TSV Hannover-Burgdorf. Im Sommer 2011 übernahm er erneut das Traineramt von Haukar Hafnarfjörður. Im August 2012 übernahm Aron Kristjánsson das Traineramt der isländischen Nationalmannschaft und trainierte zusätzlich Haukar bis zum Saisonende 2012/13. Im Februar 2014 übernahm er den Trainerposten beim dänischen Verein KIF Kolding Kopenhagen. Unter seiner Leitung gewann KIF 2014 und 2015 die dänische Meisterschaft sowie 2014 den dänischen Pokal. Nach der Saison 2014/15 trennte sich KIF von ihm. Nach dem Vorrundenaus der isländischen Mannschaft bei der Europameisterschaft 2016 trat er von seinem Traineramt der isländischen Nationalmannschaft zurück. Ab der Saison 2016/17 bis zum Saisonende 2017/18 trainierte er den dänischen Erstligisten Aalborg Håndbold. Unter seiner Leitung gewann Aalborg 2017 die dänische Meisterschaft. Ab dem April 2018 trainierte er die bahrainische Nationalmannschaft. Im Sommer 2020 beendete Aron Kristjánsson seine Trainertätigkeit in Bahrain und er übernahm wiederum Haukar Hafnarfjörður. Im März 2021 begann seine zweite Amtszeit als bahrainischer Nationaltrainer. nach der Saison 2021/22 gab Aron Kristjánsson sein Traineramt von Haukar an Rúnar Sigtryggsson ab. Nachdem Aron Kristjánsson im Jahr 2025 seine Tätigkeit als bahrainischer Nationaltrainer beendet hatte, übernahm er im März 2025 die kuwaitische Nationalmannschaft.

## Sonstiges
Sein Sohn Darri Aronsson spielt ebenfalls Handball.